# Europeiska följetongen
Europeiska följetongen, nytt romanbibliotek, i Stockholm utkommande veckoskrift som 1846-1910 gavs ut av Albert Bonniers förlag. I tidskriften fanns 1800-talets främsta romanförfattare representerade. Under årens lopp utkom tidskriften under något olika titlar; från 1871 bar den namnet Nya följetongen, tidskrift för svensk och utländsk skönlitteratur.